# Antonio Conte
Antonio Conte (Lecce, 31 juli 1969) is een Italiaanse voetbaltrainer en voormalig voetballer.
Conte kwam als speler ruim zes seizoenen uit voor Lecce en daarna ruim twaalf voor Juventus. Daarmee werd hij vijf keer Italiaans landskampioen, won hij in het seizoen 1992/93 de UEFA Cup en in 1995/96 de UEFA Champions League. Verder won hij met Juventus in 1996 de wereldbeker, de UEFA Super Cup en in 1999 de UEFA Intertoto Cup.

## Spelerscarrière

### Lecce
Antonio Conte sloot zich op jonge leeftijd aan bij de jeugdopleiding van Lecce, de club uit zijn geboortestad. In 1985 promoveerde Lecce naar de Serie A. De 16-jarige Conte, die deel uitmaakte van een talentvolle generatie jeugdspelers bestaande uit Francesco Moriero, Luigi Garzya, Gianluca Petrachi en Alessandro Morello, maakte op 6 april 1986 zijn debuut op het hoogste niveau in een duel tegen het Pisa van de Nederlandse spits Wim Kieft. De wedstrijd eindigde in een gelijkspel (1-1). Lecce sloot het seizoen uiteindelijk af op de laatste plaats en zakte terug naar de Serie B.
Ondanks zijn debuut op jonge leeftijd verdween Conte nadien uit het eerste elftal. Een zware kuit- en scheenbeenbreuk hield hem meer dan een jaar aan de kant. In 1988 werd Lecce vicekampioen in de Serie B en keerde de club terug in de hoogste divisie. Vanaf dan groeide de centrale middenvelder uit tot een vaste waarde bij de Giallorossi. Op 11 november 1989 scoorde Conte tegen Napoli zijn eerste en enige doelpunt voor Lecce.

### Juventus
In 1991 eindigde Lecce opnieuw in de degradatiezone. Giovanni Trapattoni, die toen net bij Juventus aan de slag was gegaan, zorgde ervoor dat Conte in de Serie A kon blijven. De club uit Turijn betaalde 7 miljard lire (zo'n 3,6 miljoen euro) voor zijn transfer. Op 17 november 1991 maakte Conte, in de stadsderby tegen Torino, zijn competitiedebuut voor Juventus.
Conte werd onder Trapattoni een titularis. Begin jaren 90 vormde hij samen met Dino Baggio, Angelo Di Livio, Giancarlo Marocchi en Andreas Möller het overwegend Italiaanse middenveld van de Oude Dame. In 1993 bereikte de club de finale van de UEFA Cup. Het team van Trapattoni nam het daarin op tegen het Borussia Dortmund van succescoach Ottmar Hitzfeld. Conte speelde enkel mee in de heenwedstrijd, die met 1-3 gewonnen werd. Juventus won ook de terugwedstrijd (3-0) en mocht zo voor de derde keer de UEFA Cup in ontvangst nemen.
Midden jaren 90 nam trainer Marcello Lippi het roer over en werd het middenveld van Juventus internationaler. Conte kreeg het gezelschap van onder meer de Portugees Paulo Sousa, de Joegoslaaf Vladimir Jugović en de Fransmannen Didier Deschamps en Zinédine Zidane. In 1995 werd Juventus voor het eerst in negen jaar kampioen en veroverde ook de Coppa Italia. In de bekerfinale won Juventus twee keer van Parma. Conte mocht enkel in de terugwedstrijd invallen.
In het seizoen 1995/96 loodste Lippi zijn team voor het eerst naar de finale van de UEFA Champions League. Juventus trof in de finale titelverdediger Ajax. De Oude Dame trok na strafschoppen aan het langste eind en veroverde zo voor het eerst sinds het Heizeldrama in 1985 de beker met de grote oren. Na het seizoen nam de club afscheid van aanvoerder Gianluca Vialli en kreeg Conte de aanvoerdersband.
Juventus won in 1996/97 opnieuw de landstitel en bereikte voor de tweede keer op rij de finale van het kampioenenbal. In de finale stonden de Italianen opnieuw tegenover het Borussia Dortmund van Ottmar Hitzfeld. De Duitsers wonnen de finale met 3-1. Aanvoerder Conte miste niet alleen de finale, maar ook een groot deel van de competitie door een zware knieblessure die hij had opgelopen tijdens een interland tegen Georgië.
Hoewel Juventus ook in de daaropvolgende seizoenen in eigen land succesvol bleef, wist de club geen Europese trofeeën meer te winnen. Later doken er hardnekkige geruchten op die stelden dat de Europese successen van Juventus in de jaren 90 te verklaren waren door dopinggebruik. Toen Conte meer dan tien jaar na de feiten in een interview met de regisseur van Andere Tijden Sport met het dopinggebruik geconfronteerd werd, weigerde hij over het onderwerp te praten.
In 2001 stond Conte de aanvoerdersband af aan clubicoon Alessandro Del Piero. Drie jaar later zette de 35-jarige middenvelder een punt achter zijn spelerscarrière.

### Nationale ploeg
Op 27 mei 1994 maakte Conte onder bondscoach Arrigo Sacchi zijn debuut voor het Italiaans voetbalelftal. Hij mocht toen tijdens de voorbereiding op het WK 1994 meespelen in een vriendschappelijk duel tegen Finland. Conte mocht uiteindelijk ook mee naar het WK in de Verenigde Staten. In de kwartfinale tegen Spanje maakte hij zijn WK-debuut. Hij startte toen in de basis en werd na iets meer dan een uur vervangen door Nicola Berti. Italië won het duel met 2-1. In de halve finale tegen Bulgarije mocht hij na 56 minuten invallen voor Dino Baggio. De Italianen wonnen opnieuw met 2-1 en stootten zo door naar de finale. In die finale, waarin Brazilië de tegenstander was, kwam Conte niet in actie. Italië verloor het duel na strafschoppen.
Voor het EK 1996 (door een blessure) en het WK 1998 werd Conte niet opgeroepen. In 2000 mocht hij van bondscoach Dino Zoff wel deelnemen aan het EK in België en Nederland. Conte startte in de eerste twee groepswedstrijden, tegen Turkije en gastland België, in de basis. Italië won beide duels en zou uiteindelijk groepswinnaar worden. In de kwartfinale tegen Roemenië startte hij opnieuw in de basis, maar werd hij na iets minder dan een uur gewisseld voor Luigi Di Biagio. Italië stond dan al 2-0 voor, wat ook de eindscore werd. Tijdens de rest van het toernooi kwam Conte niet meer aan spelen toe. Italië bereikte uiteindelijk de finale, waarin het na een golden goal verloor van Frankrijk. David Trezeguet, de maker van het beslissende doelpunt, werd na het EK een ploeggenoot van Conte bij Juventus.
| Interlands van Antonio Conte voor Italië | Interlands van Antonio Conte voor Italië | Interlands van Antonio Conte voor Italië | Interlands van Antonio Conte voor Italië | Interlands van Antonio Conte voor Italië | Interlands van Antonio Conte voor Italië |
| №                                        | Datum                                    | Wedstrijd                                | Uitslag                                  | Competitie                               | Goals                                    |
| ---------------------------------------- | ---------------------------------------- | ---------------------------------------- | ---------------------------------------- | ---------------------------------------- | ---------------------------------------- |
| 1                                        | 27 May 1994                              | Italië – Finland                         | 2–0                                      | Vriendschappelijk                        |                                          |
| 2                                        | 09 Jul 1994                              | Italië – Spanje                          | 2–1                                      | WK-eindronde                             |                                          |
| 3                                        | 13 Jul 1994                              | Italië – Bulgarije                       | 2–1                                      | WK-eindronde                             |                                          |
| 4                                        | 29 Mar 1995                              | Oekraïne – Italië                        | 0–2                                      | EK-kwalificatie                          |                                          |
| 5                                        | 26 Apr 1995                              | Litouwen – Italië                        | 0–1                                      | EK-kwalificatie                          |                                          |
| 6                                        | 24 Jan 1996                              | Italië – Wales                           | 3–0                                      | Vriendschappelijk                        |                                          |
| 7                                        | 05 Oct 1996                              | Moldavië – Italië                        | 1–3                                      | WK-kwalificatie                          |                                          |
| 8                                        | 09 Oct 1996                              | Italië – Georgië                         | 1–0                                      | WK-kwalificatie                          |                                          |
| 9                                        | 27 Mar 1999                              | Denemarken – Italië                      | 1–2                                      | EK-kwalificatie                          | Goal                                     |
| 10                                       | 31 Mar 1999                              | Italië – Wit-Rusland                     | 1–1                                      | EK-kwalificatie                          |                                          |
| 11                                       | 28 Apr 1999                              | Kroatië – Italië                         | 0–0                                      | Vriendschappelijk                        |                                          |
| 12                                       | 05 Jun 1999                              | Italië – Wales                           | 4–0                                      | EK-kwalificatie                          |                                          |
| 13                                       | 09 Jun 1999                              | Zwitserland – Italië                     | 0–0                                      | EK-kwalificatie                          |                                          |
| 14                                       | 08 Sep 1999                              | Italië – Denemarken                      | 2–3                                      | EK-kwalificatie                          |                                          |
| 15                                       | 09 Oct 1999                              | Wit-Rusland – Italië                     | 0–0                                      | EK-kwalificatie                          |                                          |
| 16                                       | 26 Apr 2000                              | Italië – Portugal                        | 2–0                                      | Vriendschappelijk                        |                                          |
| 17                                       | 03 Jun 2000                              | Noorwegen – Italië                       | 1–0                                      | Vriendschappelijk                        |                                          |
| 18                                       | 11 Jun 2000                              | Turkije – Italië                         | 1–2                                      | EK-eindronde                             |                                          |
| 19                                       | 14 Jun 2000                              | België – Italië                          | 0–2                                      | EK-eindronde                             |                                          |
| 20                                       | 24 Jun 2000                              | Italië – Roemenië                        | 2–0                                      | EK-eindronde                             |                                          |

## Clubstatistieken
| Club     | Seizoen | Competitie | Competitie | Competitie | Beker | Beker | Europees | Europees | Overige | Overige | Totaal | Totaal |
| Club     | Seizoen | Competitie | Wed        | Goals      | Wed   | Goals | Wed      | Goals    | Wed     | Goals   | Wed    | Goals  |
| -------- | ------- | ---------- | ---------- | ---------- | ----- | ----- | -------- | -------- | ------- | ------- | ------ | ------ |
| Lecce    | 1985–86 | Serie A    | 2          | 0          | 0     | 0     | —        | —        | 0       | 0       | 2      | 0      |
| Lecce    | 1986–87 | Serie B    | 0          | 0          | 2     | 0     | —        | —        | 0       | 0       | 2      | 0      |
| Lecce    | 1987–88 | Serie B    | 3          | 0          | 2     | 0     | —        | —        | 0       | 0       | 5      | 0      |
| Lecce    | 1988–89 | Serie A    | 19         | 0          | 2     | 0     | —        | —        | 0       | 0       | 21     | 0      |
| Lecce    | 1989–90 | Serie A    | 28         | 1          | 1     | 0     | —        | —        | 0       | 0       | 29     | 1      |
| Lecce    | 1990–91 | Serie A    | 28         | 0          | 3     | 0     | —        | —        | 0       | 0       | 31     | 0      |
| Lecce    | 1991–92 | Serie B    | 9          | 0          | 0     | 0     | —        | —        | 0       | 0       | 9      | 0      |
| Juventus | 1991–92 | Serie A    | 14         | 0          | 6     | 0     | —        | —        | 0       | 0       | 20     | 0      |
| Juventus | 1992–93 | Serie A    | 31         | 2          | 6     | 0     | 10       | 1        | 0       | 0       | 47     | 3      |
| Juventus | 1993–94 | Serie A    | 32         | 4          | 1     | 0     | 8        | 0        | 0       | 0       | 41     | 4      |
| Juventus | 1994–95 | Serie A    | 23         | 1          | 4     | 0     | 5        | 2        | 0       | 0       | 32     | 3      |
| Juventus | 1995–96 | Serie A    | 29         | 5          | 2     | 0     | 9        | 2        | 1       | 0       | 41     | 7      |
| Juventus | 1996–97 | Serie A    | 6          | 0          | 1     | 1     | 3        | 0        | 0       | 0       | 10     | 1      |
| Juventus | 1997–98 | Serie A    | 28         | 4          | 6     | 1     | 9        | 0        | 1       | 1       | 44     | 6      |
| Juventus | 1998–99 | Serie A    | 30         | 4          | 2     | 0     | 6        | 3        | 0       | 0       | 38     | 7      |
| Juventus | 1999–00 | Serie A    | 28         | 4          | 2     | 1     | 8        | 2        | 0       | 0       | 38     | 7      |
| Juventus | 2000–01 | Serie A    | 21         | 2          | 2     | 1     | 5        | 0        | 0       | 0       | 28     | 3      |
| Juventus | 2001–02 | Serie A    | 20         | 1          | 5     | 0     | 4        | 0        | 0       | 0       | 29     | 1      |
| Juventus | 2002–03 | Serie A    | 18         | 1          | 2     | 0     | 7        | 0        | 0       | 0       | 27     | 1      |
| Juventus | 2003–04 | Serie A    | 16         | 1          | 4     | 0     | 4        | 0        | 0       | 0       | 24     | 1      |
| Totaal   | Totaal  | Totaal     | 385        | 30         | 53    | 4     | 78       | 10       | 2       | 1       | 518    | 45     |

## Trainerscarrière

### Beginjaren
In 2005 werd Conte de assistent van Luigi De Canio bij Siena. Onder hun leiding eindigde de club in het seizoen 2005/06 op de vijftiende plaats, op tien punten van de degradatiezone. Nadien ging Conte zelf als hoofdcoach aan de slag. In juli 2006 werd hij in de Serie B trainer van Arezzo. De gewezen middenvelder van Juventus kende geen goeie start. Na een reeks slechte resultaten werd hij op 31 oktober 2006 ontslagen.
Arezzo slaagde er na zijn ontslag niet in om vooruitgang te boeken en dus besloot de club om Conte in maart 2007 terug te halen. Ditmaal kende hij een betere start. Arezzo won vijf keer op rij, maar slaagde er desondanks niet in om uit de degradatiezone te geraken. De club kwam uiteindelijk een punt tekort om aan de degradatie naar de Serie C te ontsnappen.
Op 27 september 2007 vond Conte in de Serie B een nieuwe werkgever. Net voor het begin van de terugronde volgde de Italiaan bij Bari zijn landgenoot Giuseppe Materazzi op. Hij loodste Bari uit de degradatiezone naar een veilige plaats in de middenmoot. Een seizoen later ging Bari op dat elan door en werd het kampioen in de Serie B. Na de promotie werd Conte even gelinkt aan zijn ex-club Juventus, maar de Oude Dame koos uiteindelijk voor Ciro Ferrara. Op 23 juni 2009 gingen Bari en Conte uit elkaar.

### Atalanta
Op 21 september 2009 werd Conte trainer van Atalanta. Reeds na enkele maanden riepen de supporters omwille van de slechte resultaten om zijn ontslag. Na een thuisnederlaag (0-2) tegen Napoli in januari 2010 moest de politie tussenbeide komen om rellen tussen de twee supportersgroepen te voorkomen. Een dag later bood Conte zijn ontslag aan.

### Siena
In 2010 degradeerde Siena naar de Serie B. Conte werd op 9 mei 2010 voorgesteld als de nieuwe hoofdcoach van de club waar hij al eens als assistent had gewerkt. Hij kreeg de opdracht om met Siena zo snel mogelijk naar de hoogste divisie te promoveren. Angelo Alessio, die net als hij een oud-speler van Juventus was, werd zijn assistent. Het duo leidde Siena naar de tweede plaats, waardoor het rechtstreeks naar de Serie A promoveerde. Na het seizoen werd Conte tweede in de verkiezing van de Albo Panchina d'Oro.

### Juventus
Na het seizoen 2010/11 nam Juventus afscheid van trainer Luigi Delneri en werd Conte door sportief directeur Giuseppe Marotta aangetrokken als nieuwe hoofdcoach. Ook assistent Angelo Alessio maakte de overstap naar Turijn.
Conte kreeg een getalenteerde spelersgroep bestaande uit Andrea Pirlo, Arturo Vidal, Luca Toni, Mirko Vučinić en oud-ploeggenoten Alessandro Del Piero en Gianluigi Buffon onder zijn hoede. Zijn eerste seizoen was meteen een groot succes. Juventus werd voor het eerst sinds 2003 Italiaans kampioen. De club verloor geen enkele wedstrijd en incasseerde slechts twintig doelpunten. Zijn elftal bereikte ook de bekerfinale, maar verloor daarin met 2-0 van Napoli.
In de zomer van 2012 nam Juventus afscheid van clubicoon Del Piero en trok het onder meer de Fransmannen Paul Pogba en Nicolas Anelka aan. Onder leiding van Conte groeide de middenvelder Pogba uit tot een van de grootste talenten in Europa.
Op 10 augustus 2012 raakte bekend dat Conte tien maanden geschorst zou worden. De trainer zou op de hoogte geweest zijn van de omgekochte wedstrijden Novara-Siena en AlbinoLeffe-Siena, maar dat niet hebben aangegeven. Zijn straf werd uiteindelijk ingekort tot vier maanden en eindigde daardoor al op 6 december 2012. Ook zijn assistent Alessio werd geschorst door de Italiaanse bond.
Juventus won in zowel 2013 als 2014 de landstitel, maar slaagde er niet in om in Europa mee te strijden om de hoofdprijzen. In het seizoen 2013/14 belandde Juventus na een uitschakeling in de groepsfase van de UEFA Champions League in de UEFA Europa League. Het was voor de Italiaanse club een uitgelezen kans om een Europese trofee te veroveren, want de finale van de Europa League vond plaats in het eigen Juventus Stadium. Het elftal van Conte werd echter in de halve finale uitgeschakeld door Benfica. Op 15 juli 2014 stapte Conte op als coach van Juventus.

### Bondscoach Italië
Op 14 augustus 2014, na het ontslag van Cesare Prandelli, werd Conte aangesteld als bondscoach van Italië. In zijn eerste wedstrijd won hij met 2–0 van Nederland dankzij doelpunten van Ciro Immobile en Daniele De Rossi. Daarna kwalificeerde hij zich met Italië voor het Europees kampioenschap 2016, waar hij twee van de drie groepswedstrijden won: 2-0 tegen België en 1-0 tegen Zweden. In de achtste finales schakelde zijn ploeg titelverdediger Spanje uit, waarna Italië op 2 juli in de kwartfinale na strafschoppen verloor van regerend wereldkampioen Duitsland. Conte werd opgevolgd als bondscoach door Giampiero Ventura.
| Interlands Italië onder leiding van Antonio Conte | Interlands Italië onder leiding van Antonio Conte | Interlands Italië onder leiding van Antonio Conte | Interlands Italië onder leiding van Antonio Conte | Interlands Italië onder leiding van Antonio Conte |
| №                                                 | Datum                                             | Wedstrijd                                         | Uitslag                                           | Competitie                                        |
| ------------------------------------------------- | ------------------------------------------------- | ------------------------------------------------- | ------------------------------------------------- | ------------------------------------------------- |
| 1                                                 | 4 september 2014                                  | Italië – Nederland                                | 2 – 0                                             | Oefeninterland                                    |
| 2                                                 | 9 september 2014                                  | Noorwegen – Italië                                | 0 – 2                                             | EK-kwalificatie                                   |
| 3                                                 | 10 oktober 2014                                   | Italië – Azerbeidzjan                             | 2 – 1                                             | EK-kwalificatie                                   |
| 4                                                 | 13 oktober 2014                                   | Malta – Italië                                    | 0 – 1                                             | EK-kwalificatie                                   |
| 5                                                 | 16 november 2014                                  | Italië – Kroatië                                  | 1 – 1                                             | EK-kwalificatie                                   |
| 6                                                 | 18 november 2014                                  | Italië – Albanië                                  | 1 – 0                                             | Oefeninterland                                    |
| 7                                                 | 28 maart 2015                                     | Bulgarije – Italië                                | 2 – 2                                             | EK-kwalificatie                                   |
| 8                                                 | 31 maart 2015                                     | Italië – Engeland                                 | 1 – 1                                             | Oefeninterland                                    |
| 9                                                 | 12 juni 2015                                      | Kroatië – Italië                                  | 1 – 1                                             | EK-kwalificatie                                   |
| 10                                                | 16 juni 2015                                      | Italië – Portugal                                 | 0 – 1                                             | Oefeninterland                                    |
| 11                                                | 3 september 2015                                  | Italië – Malta                                    | 1 – 0                                             | EK-kwalificatie                                   |
| 12                                                | 6 september 2015                                  | Italië – Bulgarije                                | 1 – 0                                             | EK-kwalificatie                                   |
| 13                                                | 10 oktober 2015                                   | Azerbeidzjan – Italië                             | 1 – 3                                             | EK-kwalificatie                                   |
| 14                                                | 13 oktober 2015                                   | Italië – Noorwegen                                | 2 – 1                                             | EK-kwalificatie                                   |
| 15                                                | 13 november 2015                                  | België – Italië                                   | 3 – 1                                             | Oefeninterland                                    |
| 16                                                | 17 november 2015                                  | Italië – Roemenië                                 | 2 – 2                                             | Oefeninterland                                    |
| 17                                                | 24 maart 2016                                     | Italië – Spanje                                   | 1 – 1                                             | Oefeninterland                                    |
| 18                                                | 29 maart 2016                                     | Duitsland – Italië                                | 4 – 1                                             | Oefeninterland                                    |
| 19                                                | 29 mei 2016                                       | Italië – Schotland                                | 1 – 0                                             | Oefeninterland                                    |
| 20                                                | 6 juni 2016                                       | Italië – Finland                                  | 2 – 0                                             | Oefeninterland                                    |
| 21                                                | 14 juni 2016                                      | België – Italië                                   | 0 – 2                                             | EK-eindronde                                      |
| 22                                                | 17 juni 2016                                      | Italië – Zweden                                   | 1 – 0                                             | EK-eindronde                                      |
| 23                                                | 22 juni 2016                                      | Italië – Ierland                                  | 0 – 1                                             | EK-eindronde                                      |
| 24                                                | 27 juni 2016                                      | Italië – Spanje                                   | 2 – 0                                             | EK-eindronde                                      |
| 25                                                | 2 juli 2016                                       | Duitsland – Italië                                | 1 – 1                                             | EK-eindronde                                      |

### Chelsea
Op 4 april 2016 maakte Chelsea bekend dat Conte met ingang van het seizoen 2016/17 de manager zou worden van de club uit Londen. Hij volgde Guus Hiddink op bij The Blues na het EK 2016 in Frankrijk. Hij tekende een contract voor drie jaar. Conte moest Chelsea terug naar de top brengen na het rampseizoen 2015/16, waarin de op dat moment regerend landskampioen afscheid had genomen van José Mourinho en enige tijd in degradatienood verkeerde. In dezelfde periode eiste het parket van Cremona een voorwaardelijke celstraf van zes maanden en een boete van 8.000 euro voor matchfixing. Conte zou als trainer van tweedeklasser Siena in het seizoen 2010/11 op de hoogte geweest zijn van een vervalste wedstrijd op het veld van AlbinoLeffe, maar liet dat niet weten aan de voetbalbond. Voor dat vergrijp kreeg hij in 2012 al een schorsing van tien maanden opgelegd. Die straf werd in beroep tot vier maanden teruggebracht. In zijn eerste seizoen leidde hij de club uit Londen naar de zesde landstitel uit de geschiedenis. Die werd officieel behaald op vrijdag 12 mei 2017, toen invaller Michy Batshuayi de enige treffer voor zijn rekening nam in de uitwedstrijd tegen West Bromwich Albion.
Na afloop van die wedstrijd roemde hij vooral de veerkracht van de hele club.

Je moet niet vergeten dat het vorig seizoen erg slecht ging. Voor de club, de spelers en de fans. Om dan een jaar later deze triomf te vieren, in een competitie met grote teams, geweldige spelers en geweldige managers, is fantastisch. De club had veel vertrouwen in mij, het is voor mij dan ook heel belangrijk dat ik de club op deze manier heb terug kunnen betalen.

Volgens Conte was de 3-0 nederlaag bij stadgenoot Arsenal op 24 september het omslagpunt. Hij stapte daarna over op een 3-4-3-systeem, waarna de resultaten volgden: onder Conte won Chelsea dertien competitieduels op rij.
In het daaropvolgende seizoen 2017/18 begon Conte met een nederlaag op eigen veld: Burnley was op 12 augustus met 3-2 te sterk, onder mee door twee goals van aanvaller Sam Vokes. Chelsea moest genoegen nemen met een plaats in de schaduw van het oppermachtige Manchester City van trainer-coach Pep Guardiola. Conte zelf belandde in een verbale oorlog met zijn collega van Manchester United, José Mourinho De Italiaanse manager reageerde op 6 januari venijnig op Mourinho's opmerkingen van een dag eerder. Conte noemde zijn Portugese collega onder meer een "miezerig mannetje" en "nep".
Aanleiding voor de woordenstrijd was de opmerking van Mourinho dat hij zich, in tegenstelling tot enkele collega's, niet als "een clown langs de lijn" gedraagt. Hij noemde geen namen, maar doelde op Conte en Jürgen Klopp (Liverpool). Conte riep daarop wat oude uitbarstingen van Mourinho in herinnering en betichtte de Portugees van "seniele dementie". Mourinho reageerde met de opmerking dat hij weliswaar fouten heeft gemaakt in het verleden, maar nooit is veroordeeld voor matchfixing. Dat viel verkeerd bij Conte, die in zijn periode bij Siena verzuimd zou hebben om melding te maken van matchfixing. De trainer werd geschorst, maar later vrijgesproken. "Als je iemand probeert te kwetsen, terwijl je weet dat de rechtbank me onschuldig heeft verklaard, dan ben je een miezerig mannetje", zei Conte. "Maar we kennen hem, dit is niet de eerste keer dat hij zoiets doet."
Conte eindigde met Chelsea op de vijfde plaats in het seizoen 2017/18, waardoor de titelverdediger plaatsing misliep voor de UEFA Champions League. Wel won de Italiaanse oefenmeester de FA Cup dat seizoen. Zijn ploeg was op zaterdag 19 mei 2018 in het Wembley Stadium met 1-0 te sterk voor Manchester United. Het enige doelpunt in die wedstrijd kwam op naam van Eden Hazard. De Belg, bezig aan zijn driehonderdste officiële wedstrijd voor Chelsea, schoot raak vanaf de strafschopstip, waardoor de ploeg van Conte voor de achtste keer in de clubgeschiedenis de FA Cup veroverde. De club uit Londen domineerde de eerste helft en kwam na 22 minuten aan de leiding, nadat Hazard zelf was gevloerd door verdediger Phil Jones. Op 12 juli werd Conte door een slecht voorgaand seizoen ontslagen door het bestuur.

### Internazionale
Met Internazionale won Conte de Serie A (2020-2021), de negentiende landstitel van deze ploeg. Inter was ook de eerste ploeg die de landstitel won, na de negen jaar durende overheersing van Juventus. Op 26 mei maakte Inter bekend dat ze (omwille van financiële problemen) afscheid namen van Antonio Conte.

### Tottenham Hotspur
Begin november 2021 werd Conte aangesteld door Tottenham Hotspur als hoofdtrainer ter vervanging van de ontslagen Nuno Espírito Santo, waar hij een contract tekende tot 2023. Zijn debuutwedstrijd was tegen Vitesse in de UEFA Conference League.
Op 27 maart 2023 werd bekendgemaakt dat de samenwerking tussen Conte en Tottenham Hotspur in onderling overleg werd beëindigd.

### Napoli
Vanaf het seizoen 2024/25 werd Conte de hoofdtrainer van SSC Napoli uit Italië. In zijn eerste seizoen werd direct de landstitel gepakt, de vierde in de clubhistorie en de eerste sinds 2023.

## Erelijst
Als speler
 Juventus

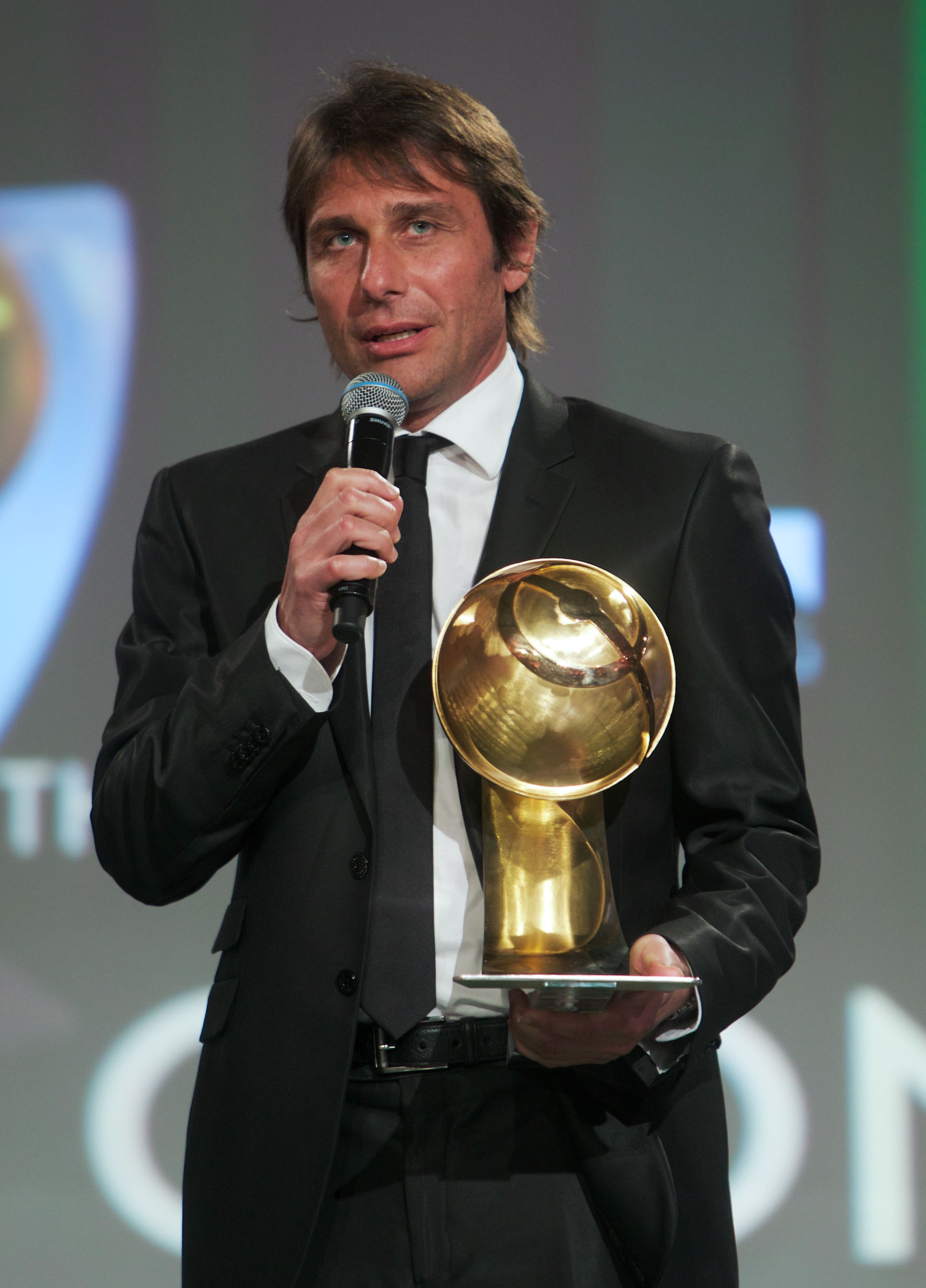
Antonio Conte won in 2013 de Globe Soccer Award voor beste trainer.

- Serie A (5): 1994/95, 1996/97, 1997/98, 2001/02, 2002/03
- Coppa Italia (1): 1994/95
- Supercoppa Italiana (4): 1995, 1997, 2002, 2003
- UEFA Champions League (1): 1995/96
- UEFA Cup (1): 1992/93
- UEFA Super Cup (1): 1996
- UEFA Intertoto Cup (1): 1999
- Intercontinental Cup (1): 1996

Als trainer
 Bari
- Serie B (1): 2009

 Juventus
- Serie A (3): 2011/12, 2012/13, 2013/14
- Supercoppa Italiana (2): 2012, 2013

 Chelsea
- Premier League (1): 2016/17
- FA Cup (1): 2017/18

 Internazionale
- Serie A (1): 2020/21

 Napoli
- Serie A (1): 2024/25

Individueel
- Albo Panchina d'Oro (3): 2012, 2013, 2014
- Serie A Trainer van het Jaar (3): 2012, 2013, 2014
- Trofeo Tommaso Maestrelli (1): 2012
- Globe Soccer Award for the Best Coach of the Year (1): 2013
- FA Premier League Manager of the Month (3): oktober 2016, november 2016, december 2016
- Premier League Manager of the Season (1): 2017

1 Pagliuca ·
2 Apolloni ·
3 Benarrivo ·
4 Costacurta ·
5 Maldini ·
6 Baresi  ·
7 Minotti ·
8 Mussi ·
9 Tassotti ·
10 R. Baggio ·
11 Albertini ·
12 Marchegiani ·
13 D. Baggio ·
14 Berti ·
15 Conte ·
16 Donadoni ·
17 Evani ·
18 Casiraghi ·
19 Massaro ·
20 Signori ·
21 Zola ·
22 Bucci ·
Coach: Sacchi
1 Abbiati ·
2 Ferrara ·
3 Maldini  ·
4 Albertini ·
5 Cannavaro ·
6 Negro ·
7 Di Livio ·
8 Conte ·
9 Inzaghi ·
10 Del Piero ·
11 Pessotto ·
12 Toldo ·
13 Nesta ·
14 Di Biagio ·
15 Iuliano ·
16 Ambrosini ·
17 Zambrotta ·
18 Fiore ·
19 Montella ·
20 Totti ·
21 Delvecchio ·
22 Antonioli ·
Coach: Zoff
1 Buffon  ·
2 De Sciglio ·
3 Chiellini ·
4 Darmian ·
5 Ogbonna ·
6 Candreva ·
7 Zaza ·
8 Florenzi ·
9 Pellè ·
10 Motta ·
11 Immobile ·
12 Sirigu ·
13 Marchetti ·
14 Sturaro ·
15 Barzagli ·
16 De Rossi ·
17 Éder ·
18 Parolo ·
19 Bonucci ·
20 Insigne ·
21 Bernardeschi ·
22 El Shaarawy ·
23 Giaccherini ·
Coach: Conte
1994: Ferguson · 1995: Dalglish · 1996–1997: Ferguson · 1998: Wenger · 1999–2000: Ferguson · 2001: Burley · 2002: Wenger · 2003: Ferguson · 2004: Wenger · 2005–2006: Mourinho · 2007–2009: Ferguson · 2010: Redknapp · 2011: Ferguson · 2012: Pardew · 2013: Ferguson · 2014: Pulis · 2015: Mourinho · 2016: Ranieri · 2017: Conte · 2018–2019: Guardiola · 2020: Klopp · 2021: Guardiola · 2022: Klopp · 2023–2024: Guardiola